# Камінне (Полтавський район)
Камі́нне — село в Україні, у Котелевській селищній громаді Полтавського району Полтавської області. Населення становить 27 осіб. До 2020 орган місцевого самоврядування — Котелевська селищна рада.

## Географія
Село Кам'яне розміщене на правому березі майже зниклої річки Орешня, неподалік від її витоків, на протилежному березі — село Михайлове.

## Історія
12 червня 2020 року, відповідно до розпорядження Кабінету Міністрів України № 721-р «Про визначення адміністративних центрів та затвердження територій територіальних громад Полтавської області», село увійшло до складу Котелевської селищної громади.
19 липня 2020 року, в результаті адміністративно - територіальної реформи та ліквідації  Котелевського району, село увійшло до складу новоутвореного Полтавського району.

## Відомі люди
- Коросташов Олександр Григорович — почесний член УААН, Герой України.